# Bernhard Luxbacher
Bernhard Luxbacher (* 18. November 1994 in Wien) ist ein österreichischer Fußballspieler auf der Position eines Mittelfeldspielers.

## Karriere

### Verein
Sein Debüt in der höchsten österreichischen Spielklasse gab Luxbacher unter Trainer Nenad Bjelica am 23. November 2013 im Spiel gegen den FC Wacker Innsbruck. Von August 2014 bis Jänner 2015 war er an den SKN St. Pölten verliehen. Er hatte einen Vertrag beim FK Austria Wien bis Sommer 2016. Im Sommer 2015 wurde er an den Floridsdorfer AC verliehen. Nachdem sein Vertrag bei der Austria nicht mehr verlängert worden war, war er mehr als ein halbes vereinslos, ehe er sich im Frühjahr 2017 dem Regionalligisten FCM Traiskirchen anschloss. Diesen verließ er daraufhin im Sommer 2017 wieder und schloss sich dem Ligakonkurrenten Wiener Sport-Club an. Nach 15 Ligaspielen und zwei -toren für den WSC folgte im Jänner 2018 der Wechsel zum North Carolina FC in die United Soccer League (USL), einer von zu diesem Zeitpunkt zwei zweiklassigen Profiligen in den Vereinigten Staaten. Nach der Saison 2018 verließ er North Carolina.
Nach einem halben Jahr ohne Verein kehrte er zur Saison 2019/20 nach Österreich zurück und wechselte zum Regionalligisten FC Mauerwerk. Für Mauerwerk kam er zu 15 Regionalligaeinsätzen. Im Jänner 2020 schloss er sich dem Ligakonkurrenten ASK Ebreichsdorf an. Für Ebreichsdorf kam er allerdings aufgrund des COVID-bedingten Saisonabbruch nie zum Einsatz. Nach der Saison 2019/20 zogen sich die Niederösterreicher aus der Regionalliga zurück, woraufhin Luxbacher zum viertklassigen First Vienna FC wechselte. Mit der Vienna stieg er am Ende der Saison 2020/21 in die Regionalliga auf. In der Saison 2021/22 folgte dann der Durchmarsch in die 2. Liga.

### Nationalmannschaft
Luxbacher spielte für die österreichische U-19-Nationalmannschaft und war 2014 für die U-21 des ÖFB aktiv.

## Persönliches
Bernhard Luxbacher ist der jüngere Bruder von Daniel Luxbacher.